# شقاق مقعد
شقاق مقعد یا آنال فیشر (فرانسوی: Fissure anale) وضعیتی بسیار دردناک است که حاصل زخم سطحی یا پارگی در ناحیه پوشش سلولی مقعد است. شقاق به صورت یک خط طولی است که در نیمه تحتانی کانال مقعد در ناحیه زیر خط دندانه‌ای ایجاد می‌شود و چون این ناحیه حسگرهای بسیار زیادی دارد، یک وضعیت فوق‌العاده دردناک را برای فرد بیمار ایجاد می‌کند. خون ریزی بعد اجابت از دیگر وضعیت های این بیماریست. خونریزی معمولا در حد چند قطره و بعد از دفع مدفوع است. مشخصه ی اصلی این بیماری درد شدید حین اجابت مزاج است که گاهی تا یک ساعت پس از دفع هم ادامه دارد.  دوره درمان آن حدود یک ماه تا ۶ماه است معمولا در موارد حاد زخمی داخل کانال مقعدی است

## علل زمینه ساز
- ترومای ناشی از عبور مدفوع سفت یا اسهال طولانی
- زایمان
- سابقه جراحی مقعد
- سوء مصرف ملین‌ها
- آمیزش جنسی مقعدی
- یبوست

## دسته بندی
شقاق به دو نوع حاد و مزمن تقسیم می‌شود. شقاقی که زیر دوازده هفته طول کشیده باشد،  شقاق حاد در نظر گرفته می‌شود. این نوع شقاق می‌تواند به اسپاسم اسفنکتر داخلی مقعد منجر شود که این مسئله به نوبه خود باعث گسترش پارگی و درد شدید و کاهش خونرسانی به آنودرم می‌شود. این چرخه درد، اسپاسم و کاهش خونرسانی (ایسکمی) سبب عدم بهبودی زخم شده و بنابراین  شقاق مزمن ایجاد می‌شود.

## موقعیت شقاق‌ها
بیش از ۹۰ درصد شقاق‌ها در قسمت خلفی میانی مقعد ایجاد می‌شوند. سایر موارد در قدامی میانی مقعد دیده می‌شوند. حدود یک درصد موارد نیز دو طرفه می‌باشند. علت شایع تر بودن شقاق در قسمت خلفی را خونرسانی ضعیف تر این بخش در مقایسه با بخش قدامی  می‌دانند. اگر شقاق مزمن در مناطقی بجز خط وسط مشاهده شود می‌تواند دال بر بیماریهایی مانند سیفیلیس, ایدز, کرون و لوسمی باشد.

## علائم
درد شدید و خون‌ریزی از مقعد در هنگام دفع مدفوع. خون معمولاً به صورت رگه‌ای بر روی مدفوع دیده می‌شود.
گاه به قدری درد شدید است که فرد اجازه معاینه را نمی‌دهد. در این موارد و نیز در مواردی که شک به آبسه پری آنال وجود دارد، بهتر است فرد در زیر بیهوشی مورد معاینه قرار گیرد.
شقاق حاد به شکل یک خط طولی است، حال آن که شقاق مزمن یک زخم وسیع تر است که لبه‌های برجسته‌ای داشته و فیبرهای سفید عضله اسفنکتر داخلی مقعد در کف آن مشاهده می‌گردد. اغلب در سمت بیرونی این زخم، یک منگوله پوستی (Skin tag) و در سمت درونی آن یک پاپیلای مقعدی هیپرتروفیه (sentinel pile) یا زائده نگهبان دیده می‌شود.

## درمان شقاق
اهداف درمان های اولیه‌ای که برای شقاق‌های مقعدی طراحی شده‌اند و اغلب بسیار موفقیت آمیز نیز هستند، مبتنی بر نرم‌تر کردن مدفوع و گذر آسان تر آن از مقعد و جلوگیری از بروز یبوست می‌باشند. نوشیدن مایعات فراوان و گرفتن یک رژیم غذایی با داشتن فیبر بالا واحتمالا استفاده از نرم کننده‌ها و حجم دهنده‌های مدفوعی در این روش‌ها انجام می‌پذیرد. جهت درمان باید سیکل درد، اسپاسم و ایسکمی شکسته شود. اولین قدم درمانی تجویز ملین‌هایی است که مدفوع را حجیم و شل می‌کنند و همراه با آن نشستن در لگن آبگرم را توصیه می‌کنیم. در این مرحله تجویز پماد آنتی هموروئید (حاوی مواد بیحس‌کننده، کورتون و مواد نرم‌کننده می‌باشد) یا ژل لیدوکائین می‌تواند کمک‌کننده باشد. اغلب موارد شقاق حاد با چنین درمانی بهبود می‌یابند. در صورتی‌که پاسخ درمانی کافی گرفته نشد، یا شقاق از نوع مزمن بود، می‌توان از داروهای دیگری استفاده کرد.
نیتروگلیسیرین با همان مکانیسمی که عضلات صاف عروق کرونر را شل می‌کند می‌تواند عضله اسفنکتر داخلی را هم شل کرده و از اسپاسم خارج کند. پماد %۰٫۲ (دو دهم درصد) آن برای درمان شقاق استفاده می‌شود و معتقدند یک اسفنکتروتومی شیمیایی موقت ایجاد می‌کند علاوه بر آن خونرسانی آنودرم را نیز افزایش می‌دهد. از معایب آن ایجاد سر درد است و بهتر است در حالت خوابیده استفاده شود. در ایران گاهی به اشتباه به بیمار پماد%۲ (دو درصد) داده می‌شود که سردرد بسیار شدیدی ایجاد می‌کند. پماد ایزوسورباید یا دیلتیازم موضعی و خوراکی نیز می‌توانند با مکانیسم مشابه به بهبود شقاق کمک کنند و سر درد هم ایجاد نمی‌کنند. درمان دارویی شقاق مزمن در حدود ۶۰٪ موارد مؤثر است.
یک راه درمانی برای مواقعی که بیمار به درمان دارویی جواب نمی دهد، تزریق PRP به داخل زخم است. PRP در واقع پلاسمای خالص شده از خون خود بیمار است که طی یک فرایندی تهیه می شود، این ماده غنی از فاکتورهای رشد و ترمیم کننده ی زخم و ضد التهاب است. تزریق این ماده در محل فیشر باعث بهبود سریع فیشر می شود. این تزریق دردناک نیست چرا که قبل از تزریق، محل مقعد با پماد لیدوکایین بیحس می شود. این تزریق به صورت سرپایی در مطب دکتر قابل انجام است. 
تزریق موضعی سم بوتولینیوم (بوتاکس) نیز با فلج موقت عضلات اسفنکتر داخلی، یک نوع اسفنکتروتومی شیمیایی موقت ایجاد می‌کند که می‌تواند باعث بهبودی شقاق شود. اما در دراز مدت تا ۴۱٪ احتمال عود وجود دارد.
در مورد نقش لیزر در درمان می‌توان کاملا گفت هیچ فرقی در نوع درمان ندارد و فقط یکی ساده تر و دیگری پیچیده تر می‌باشد .  در صورت عدم پاسخ به درمان داروئی، بهترین درمان، جراحی است، مشروط برآنکه توسط یک جراح کارآزموده انجام شود.
درمان شقاق با لیزر یکی از بهترین روش های درمانی حال حاضر در جهان است.این روش درمانی محاسن و معایبی دارد. از محاسن این نوع درمان کلاسیک .معمولا بدون درد و بی هوشی و بصورت سرپایی انجام میشود. بعد از اینکه آثار مواد بی حس کننده کنار میرود بیمار درد بسیار شدیدی را احساس میکند و این درد از 2هفته تا 2ماه طول خواهد کشید.
از معایب این روش جراحی، عود کردن مجدد بیماری در مدت زمان بسیار کوتاه، احساس سوزش و خارش مداوم در ناحیه مقعد تا ماهها بعد از عمل جراحی،تنگی مقعد، و بی اختیاری مدفوع  و گاز روده می باشد
قبلاً از دیلاتاسیون تدریجی آنوس زیر بیهوشی استفاده می‌شد که تا ۴۰٪ با عود همراه بود. در اسفنکتروتومی لترال حدود ۳۰٪ فیبرهای عضله اسفنکتر داخلی در سمت راست یا چپ آنوس قطع می‌شوند. بیش از ۹۵٪ بیمارانی که اسفنکتروتومی می‌شوند، با این درمان با این درمان بهبود می‌یابند و میزان عود آن کمتر از ۱۰٪ می‌باشد. با این عمل احتمال بی‌اختیاری نسبت به دفع گاز وجود دارد و میزان این عارضه بین ۵ تا ۱۵٪ گزارش شده‌است. اسفنکتروتومی لترال به دو روش باز وبسته انجام می‌شود. روش بسته بر اساس مقالات با عوارض کمتری همراه می‌باشد.